# Emilio Meinzak
Emilio Meinzak (Paramaribo, 4 oktober 1900 - aldaar, 1977) was een Surinaamse toneelschrijver, -regisseur en acteur. Hij was een van de toonaangevende figuren van het Surinaamse volkstoneel in de twintigste eeuw. Uitgangspunt bij zijn stukken was vaak de nog te weinig vertelde geschiedenis van het land zelf, als aanvulling op de geschiedenis zoals die op school werd geleerd. Deze ging vaak grotendeels over moederland Nederland en wat er over Suriname werd verteld was sterk koloniaal gekleurd. Daarnaast was hij actief als propagandist van de Surinaamse taal, het Sranantongo. Ook was hij betrokken bij tal van culturele evenementen in de Surinaamse samenleving, gericht op eigen tradities en geschiedenis.

## Biografie
Meinzak werd geboren op 4 oktober 1900 als Emelius Emanuel, zoon van Henriette Miemie Lust. Zijn vader was Rudolf Petrus Meinzak, met wie moeder op 19 december 1901 trouwde.
De familienaam Meinzak is afkomstig van de plantage Kronenburg, waar bij de afschaffing van de slavernij vier personen die naam kregen, drie vrouwen en één man. De man, genaamd Present, was waarschijnlijk de grootvader van Emilio.
Als jongeman werkte Emilio, zo blijkt uit de volkstelling van 1921, als arbeider bij een lucifersfabrikant in Paramaribo. In die tijd toonde hij ook zijn eerste toneelambities. Hij richtte de Zang- en Toneelvereniging Emanuel op en was betrokken bij een grootscheepse opvoering van een kinderoperette, Één dag Khalif, in 1924.
Echt voor het voetlicht kwam hij pas in 1929 met een eigen voorstelling in theater Thalia. Een jaar later had hij een eigen toneelgroep, onder de naam Orion. Deze naam werd in 1932 gewijzigd in Toneelgroep Jong en Oud. Onder deze naam zou hij later bijna al zijn (toneel)activiteiten onderbrengen.
Totaal regisseerde Meinzak 122 stukken, waarvan hij er zelf 27 schreef. In de beginperiode waren dit geen avondvullende toneelstukken, maar vaak een aantal sketches, afgewisseld door zang en dans.
De voorstellingen waren niet allemaal in een theater, maar vonden ook plaats in verenigingsgebouwen en liefdadigheidsinstellingen. Geregeld werden in dit verband ook leprozeninstellingen als Bethesda bezocht. Voor voorstellingen in theaters moest men vooraf kaartjes kopen. Werd elders opgetreden, dan ging men vaak na afloop met de pet rond.
Begin jaren '50 produceerde Meinzak in hoog tempo een aantal avondvullende stukken, met als onderwerp gebeurtenissen uit de geschiedenis van de kolonie Suriname. Een van de bekendste stukken is dat over de brandstichters van Paramaribo in 1932, Codjo, Mentor en Present. Dit stuk is wel zo’n veertig keer opgevoerd. Ook waren er opvoeringen in de Nederlandse Antillen.
Meinzaks toneelrepertoire bevatte zowel Nederlandse als Surinaamse teksten. Teksten van zijn toneelstukken zijn niet bewaard gebleven. Meinzak schreef ze in een schriftje en gaf ze mee aan zijn spelers, veelal zelf net als Meinzak, amateurs. Want van het toneel alleen kon men niet leven. Zo was Meinzak in zijn beginjaren ook nog timmerman en schilder. Later werd hij ook uitgever van krantjes en pamfletten, die hij meestal zelf aan de man bracht. Wel officieel uitgegeven werden een aantal boekjes in het Sranan, waarvan het bekendste is, het veelvuldig hergebruikte Woordenlijst en Samenspraak.
Een andere activiteit waren de radiopraatjes in het Sranan die hij begin jaren vijftig hield voor de Avros, de Surinaamse radio-omroep. Ook hier zijn geen teksten van bewaard gebleven. Vanaf de jaren vijftig was Meinzak ook geregeld te vinden bij allerlei culturele manifestaties zoals kotomisi-shows, koninginnedagplechtigheden en emancipatievieringen. Een aantal Surinaamse toneelspelers die later, ook in Nederland furore hebben gemaakt, ontvingen hun eerste scholing bij Meinzak. Tot de belangrijkste hiervan behoren Eugène Drenthe en Meinzaks eigen dochter Orsyla Meinzak.
In 1976 had hij een kleine rol in Pim de la Parra’s film Wan Pipel. Hierin vertolkte hij de rol van grootvader van hoofdpersoon Roy. Voor het laatst haalde Meinzak in oktober 1977 de publiciteit, toen hij bij de viering van het 45-jarig bestaan van Jong en Oud uitgebreid werd geïnterviewd in dagblad de Vrije Stem. Daarna werd het stil. Volgens een kleindochter is hij nog in datzelfde jaar overleden.

## Onderscheidingen
Meinzak werd tweemaal officieel onderscheiden. In 1958 kreeg hij op de verjaardag van koningin Juliana een zilveren eremedaille als leider van toneelvereniging Jong en Oud Op 16 februari 1968 ontvingen Meinzak en Jo Dompig in Paramaribo als de oudst actieve toneelschrijvers van Suriname de gouden Sophie Redmond-onderscheiding.